# 野間馬
野間馬（のまうま）は、ウマの一品種である。また、日本在来馬の一つとしても知られている。2018年現在日本の野間（愛媛県今治市）で飼育されている。体高はおよそ110 - 120センチメートルと小型で、ポニーに分類される。毛色は栗毛、鹿毛が中心である。

## 概要
越智駒や土佐駒などかつて四国に存在した在来馬の一種として考えられ、縄文時代末期にはすでに祖先が存在したとする説もあるが、現在では四国をはじめ日本列島における縄文・弥生時代の馬の出土事例は後代の混入とされ、家畜化された馬の伝来は古墳時代・4世紀末から5世紀であると考えられている。
原点は江戸時代に伊予松山藩藩主・松平定行が来島海峡にある小島に馬を放牧したところから始まる。この事業は疾病発生と飼料不足で失敗に終わるが、その後今治藩領内の野間郷一帯の農家に繁殖を委託。体高4尺（約121センチメートル）を定尺とし、この定尺より大きい馬は藩公から飼育費のほかに報奨金が与えられて増産を進められた。一方、定尺より小さい馬は飼育費を払わない代わりに農家に無償で払い下げられた。以降農家ではこの定尺以下同士の交配が行われ、日本最小の在来馬「野間馬」が誕生した。この小型馬は「ノマゴマ」「ノマゴ」などと呼ばれ、珍重された。
農家ではこの小さな野間馬が頑健で粗食に耐え、蹄鉄がなくとも70キログラム程度の重い荷物を乗せることができることから増殖が盛んに進められ江戸時代には約300頭を超えるまでに増え、農耕や荷物の運搬に用いられた。しかし明治時代に政府が小型馬の生産・育成を禁止し、さらに第二次世界大戦後には農業の機械化が行われたことで数が激減してしまい、一時は絶滅寸前まで陥った。
だが1978年に松山市の篤志家が自身の所有していた野間馬（牡1頭、牝3頭）を今治市に寄贈。これをきっかけに野間馬保存会が結成され、以後は増産が進められた。1985年、8番目の日本在来馬に認定。1988年、今治市の天然記念物に指定された。
現在では野間馬ハイランドなどで飼育され、数は約50頭に回復している。そこで乃万小学校の生徒たちのため、野間馬に活躍してもらおうと小型化して乗馬以外に小型の馬車を引くための準備が関係者によって進められている。農耕としての需要はないものの、観光用として用いられる。また温和で賢い性格のため、小学校のクラブ活動や動物療法にも利用されている。
2017年2月、今治市は、2018年4月開学認可申請予定の岡山理科大学獣医学部の学生実習を野間馬ハイランドが受け入れるよう、学校法人加計学園から要請を受けた。

## 特徴
- 性格は温和で賢い。
- 四肢は短節で細い。関節は骨太で蹄は緻密。
- 体格に対し頭部は大きい。前髪、鬣が長く蜜毛。
- 江戸時代には白毛（芦毛）が流行したが、現在では栗毛・鹿毛が中心。